# Grandson (miasto)
Grandson (hist. Gransee) – miasto i gmina (commune) w zachodniej Szwajcarii, w kantonie Vaud, w okręgu (district) Jura-Nord vaudois. Leży nad jeziorem Lac de Neuchâtel. 

## Demografia
W Grandson mieszka 3369 osób. W 2021 roku 19,5% populacji gminy stanowiły osoby urodzone poza Szwajcarią.

## Transport
Przez teren miasta przebiegają autostrada A5 oraz droga główna nr 5.